# Jan Król (ur. 1937)
Jan Król (ur. 24 grudnia 1937 w Szerzynach) – polski kolejarz, poseł na Sejm PRL VI kadencji.

## Życiorys
Uzyskał wykształcenie zasadnicze zawodowe. Od 1954 był zatrudniony w parowozowni w Oddziale Trakcji Polski Kolei Państwowych w Stargardzie Szczecińskim. Pracę rozpoczął jako ślusarz maszynowy, następnie był pomocnikiem maszynisty parowozu, maszynistą trakcji parowej oraz maszynistą trakcji spalinowej. W 1972 uzyskał mandat posła na Sejm PRL w okręgu Stargard Szczeciński z ramienia Polskiej Zjednoczonej Partii Robotniczej. Zasiadał w Komisji Gospodarki Morskiej i Żeglugi oraz w Komisji Komunikacji i Łączności.